# Andrew Briscoe
Pour les articles homonymes, voir Briscoe.
Andrew Briscoe, née le 5 novembre 1810 et mort le 4 octobre 1849, est un l'un des organisateurs de la révolution texane.
Il participe à la convention de 1836 et est signataire de la déclaration d'indépendance du Texas.